# Einsatz der Dänischen Streitkräfte in Afghanistan
Der Einsatz der Dänischen Streitkräfte in Afghanistan begann mit einem Parlamentsbeschluss am 11. Januar 2002. Die Dänischen Streitkräfte waren an der Operation Enduring Freedom beteiligt und sie wurden im Rahmen der ISAF als DANCON/ISAF (Danish Contingent/ISAF) erst in Kabul stationiert, dann folgten ein Einsatz im Nordosten Afghanistan und ab 2006 kam noch ein Einsatz im Süden hinzu.

## Einsatz
Bis zum 3. Januar 2013 sind in Afghanistan 43 Soldaten der Dänischen Streitkräfte zu Tode gekommen.
Einige militärische Operationen mit dänischer Beteiligung sind:
- Belagerung von Sangin 27. Juni 2006 – 5. April 2007
- Belagerung von Musa Qala 17. Juli 2006 – 12. September 2006
- Operation Medusa 2. September 2006 – 17. September 2006
- Operation Achilles 6. März 2007 – 30. Mai 2007
- Operation Pickaxe-Handle 30. Mai 2007 – 14. Juni 2007
- Operation Hammer 24. Juli 2007 – 27. Juli 2007
- Schlacht von Musa Qala 7. Dezember 2007 – 12. Dezember 2007
- Operation Eagle's Summit 27. August 2008 – 5. September 2008
- Operation Sond Chara 11. – 26. Dezember 2008
- Operation Panther's Claw 19. Juni 2009 – 20. August 2009
- Operation Muschtarak 13. Februar 2010 – 7. Dezember 2010

## Geschichte
Am 11. Januar 2002 beschloss das Dänische Parlament Soldaten nach Afghanistan zu schicken. Sie trafen im Januar und Februar in Kabul ein. Auf der Geberkonferenz in Tokio im Januar 2002 sagte Dänemark über einen Zeitraum von fünf Jahren 500 Millionen Dänische Kronen zu.
Am 1. Oktober 2002 begann der Einsatz der European Participating Air Forces (EPAF), ein Kampffliegerverband aus dänischen, niederländischen und norwegischen F-16, der sich von Kirgisistan aus an der Operation Enduring Freedom beteiligte. Auch von einem weiteren kirgisischen Flugplatz, eröffnet am 16. Dezember 2002, flog ein dänisches Kampfflugzeug der Flyvevåbnet. Der Einsatz dauerte bis Oktober 2003.
Vierzig Soldaten der Dänischen Streitkräfte wurden 2004 im Provincial Reconstruction Team (PRT) in Faizabad, in der Provinz Badachschan, stationiert, zusammen mit der Bundeswehr. Später wurden sie auf zwanzig Soldaten reduziert und im August 2008 ganz abgezogen.
Seit 2006 sind die Dänischen Streitkräfte auch in der Provinz Helmand aktiv. Die dänische Regierung legt ihr Engagement für die Zeit von 2008 bis 2012 so an, dass zu Anfang mit verstärkten militärischen Mitteln die Basis für einen dann folgenden zivilen Aufbau gelegt wird. Von 300 Millionen Dänische Kronen 2008 soll der zivile Aufbau so für die Zeit von 2009 bis 2012 auf 400 Millionen Dänische Kronen pro Jahr gesteigert werden.
Am 1. Juni 2007 wurde auf Beschluss die Zahl der Soldaten von anfangs 360 Soldaten auf bis zu 750 Soldaten erhöht, wobei die meisten Soldaten (665 Soldaten) westlich der Stadt Girischk
(31° 49′ N, 64° 33′ O) in der Forward Operating Base Price stationiert waren. In der Region waren weitere dänische Soldaten in der FOB Armadillo (später FOB Budwan) und in der Patrol Base Zumbelay untergebracht. Weitere Soldaten sind im Camp Bastion untergebracht. Die Danish Battle Groop war zusammen mit der Afghanischen Nationalarmee und Truppen aus Großbritannien, den Vereinigten Staaten, Estland und Bosnien-Herzegowina in schwere Kämpfe verwickelt. Dabei wurden auch dänische Panzer eingesetzt.
Im Juni 2008 wurden maximal vier Hubschrauber vom Typ AS550 Fennec in Camp Bastion stationiert. Dort beteiligen sich dänische Ärzte auch am luftgestützten britischen Rettungsdienst (Medical Emergency Response Teams (MERTs))
Dänische Streitkräfte sind auch in dem von der Litauischen Armee geführten PRT bei Tschaghtscharan in der Provinz Ghor stationiert. Die Anzahl der Soldaten hat sich bis 2012 jedoch auf 567 Soldaten verringert.

## Kosten
Seit 2007 sind die Kosten des dänischen Einsatzes von 135 Millionen US-Dollar auf 415 Millionen US-Dollar für 2009 gestiegen.

## Dokumentationen
Der Film Camp Armadillo, ein dänischer Dokumentarfilm aus dem Jahr 2010, wurde in Cannes ausgezeichnet. Einige Soldaten werden über sechs Monate hinweg im Camp Armadillo bei ihren Einsätzen begleitet. In Dänemark war der Film ein „Renner“.